# Lobophytum crassodigitum
Lobophytum crassodigitum is een zachte koraalsoort uit de familie Alcyoniidae. De koraalsoort komt uit het geslacht Lobophytum. Lobophytum crassodigitum werd in 1984 voor het eerst wetenschappelijk beschreven door Li. 